# Palárikovo
Palárikovo (bis 1948 slowakisch „Slovenský Meder“; deutsch selten Obermarkt, ungarisch Tótmegyer) ist eine Gemeinde in der Südwestslowakei, die 88 km entfernt von Bratislava im Donautiefland liegt und etwa 4400 Einwohner hat.

## Gliederung
Die Gemeinde gliedert sich in den namengebenden Hauptort und die Ansiedlungen Čiky und Ľudovítov. Die schon länger existierenden Ansiedlungen Kerestúr, Žofia und Jur treten nicht mehr als eigenständige Einheiten auf. Im Ort leben etwa 4400 Einwohner, davon sind 96,7 % slowakischer und 2,1 % ungarischer Abstammung (2001).

## Sehenswertes
- In der Gemeinde befindet sich die St. Nepomuk-Kirche aus dem Jahr 1746.
- Jagdschloss und die zugehörige Fasanerie

## Geschichte
Der Ort wurde 1248 erstmals schriftlich erwähnt. Er wurde 1948 zu Ehren des slowakischen Priesters, Journalisten und Dramatikers Ján Palárik in Palárikovo umbenannt.
Seit 2000 ist Palárikovo die erste Gemeinde in der Slowakei, die die internationale Konzeption „Zero Waste - Leitwegbestimmung zum Nullabfall“ einführte.

## Bevölkerung
| Jahr                | 1994 | 2004    | 2014    | 2024    |
| ------------------- | ---- | ------- | ------- | ------- |
| Anzahl der Personen | 4385 | 4398    | 4301    | 4203    |
| Unterschied         |      | +0,29 % | −2,20 % | −2,27 % |

| Jahr                | 2023 | 2024    |
| ------------------- | ---- | ------- |
| Anzahl der Personen | 4224 | 4203    |
| Unterschied         |      | −0,49 % |

## Persönlichkeiten
- Alexander Mach (1902–1980), slowakischer Politiker und Journalist, Innenminister während des Zweiten Weltkrieges.
- Karol Strmeň, eigentlich Karol Bekéni (1921–1994), bedeutender Repräsentant der Katholischen Moderne im Exil, Dichter, Übersetzer, Journalist, Pädagoge, Literaturkritiker und Universitätsprofessor.